# فاتي تولا

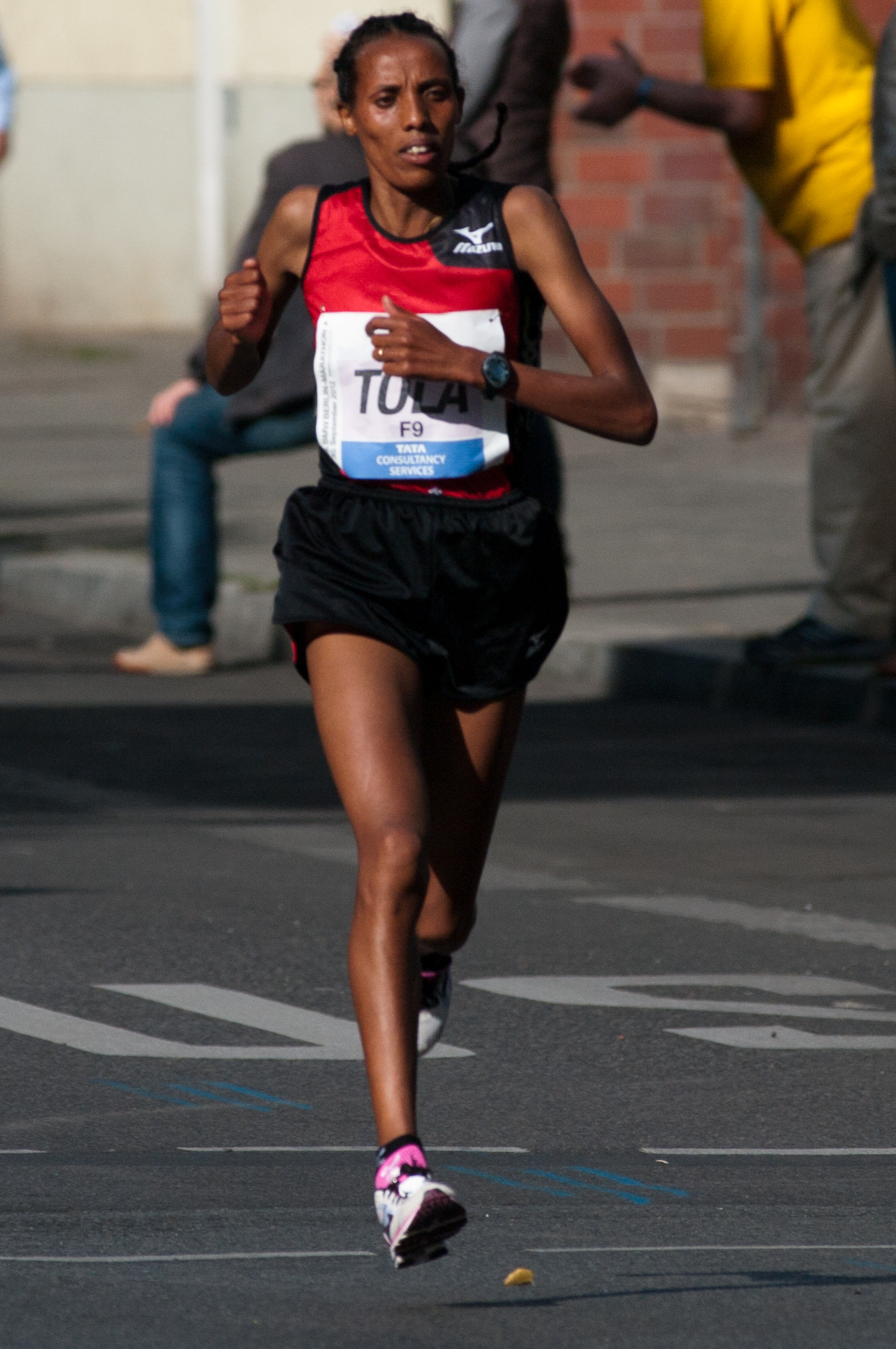
فاتي تولا في ماراثون برلين 2012

فاتي تولا هي عدائة مسافات طويلة وماراثون إثيوبية ولدت في يوم 22 أكتوبر 1987، شاركت في عدة ماراثونات دولية عبر العالم.

## روابط خارجية
- فاتي تولا على موقع الاتحاد الدولي لألعاب القوى (الإنجليزية)